# Les Avenières
Les Avenières korábbi község (település) Franciaországban, Isère megyében. 2016. január 1-jén Veyrins-Thuellin községgel egyesült és Les Avenières Veyrins-Thuellin új község része lett.
Lakosainak száma 5643 fő (2018. január 1.). Les Avenières Brégnier-Cordon és Saint-Benoît községekkel határos.

## Népesség
A település népességének változása:
| Lakosok száma | 3117 | 3181 | 3402 | 3933 | 4308 | 5152 | 5535 | 7854 | 5619 | 5643 |
|               | 1962 | 1968 | 1975 | 1990 | 1999 | 2008 | 2013 | 2016 | 2017 | 2018 |